# Hibiscus sebastianii
Hibiscus sebastianii är en malvaväxtart som beskrevs av J. Fuertes. Hibiscus sebastianii ingår i Hibiskussläktet som ingår i familjen malvaväxter. Inga underarter finns listade i Catalogue of Life.